# Karaité
Karaimové nebo Karaité (karaimsky v krymském nářečí: plurál къарайлар → Karajlar v trakaiském nářečí: plurál Karajlar, turecky: plurál Karajlar, hebrejsky: singulár קָרָאִים – Kara'im) také známí jako Karaimi a Karaji, jsou komunita etnických semitských národů ve východní Evropě vyznávající karaitský judaismus. „Karaj“ je romanizované hláskování původního názvu „къарай“, zatímco „Karaim“ je ruské, ukrajinské, litevské a polské jméno pro komunitu. Pocházejí z Krymu, usazovali se však také v Litvě a v pozdním středověku i jinde v Evropě.

## Charakteristika
Karaimové jsou nábožensko-etnickou skupinou, vyznávají karaitskou formu judaismu. Karaitský judaismus odmítá ústní Tóru a uznává pouze Tanach (Starý zákon) a tím se odlišuje od druhého směru judaismu, označovaného jako rabínský.
Karaimem není osoba, které nevyznává karaitský judaismus (karaismus); například osoba mužského pohlaví, která nebyla obřezána, nemůže být považována za karaima.
Pozor na záměnu slov Karaita a Karaim: první slovo má náboženský význam, jde o směr judaismu a jeho vyznavači nejsou pouze Karaimové.

### Vnímání Karaimů sebe samých vůči rabínskému judaismu
Podle knihy ZECHER CADDIKIM chachama Mordechaje ben Josefa Sultanskiho (1785–1878) čerpajícího z prastarých knih psaných karaimskými knížaty, potomky krále Davida:
1) Ochránci monoteismu
Oddělili jsme se od rabanitů (rabínský Judaismus) také protože zasahovali do samotných základů náboženství a principů víry, například, zrušili princip monoteismu (Ichud), tím, že k Bohu, budiž pochválen, připojili dva společníky, anděla, kterého nazývají Metatron a Prince Božího Vzezření (sar ha-panim), kterého rabanité označují jako malého Hospodina (Adonaj ha-katon).
2) Ochránci Judaismu před pohanstvím
Navíc se modlí k andělům, duchům a nebeskému vojsku.
3) Ochránci před herezí
Popírají také, že Boží Hojnosti (ha-šagacha, nebo také Prozřetelnost) dosahují všichni lidé na základě svých zásluh a díky velikému milosrdenství Boha, budiž pochválen, a tvrdí, že Hojnost nezávisí na zásluhách, ale na osudu.
4) Ochránci kněžské povinnosti
Popírají, že Tóra byla dána navždy, a říkají, že v budoucnosti budou zrušeny všechny svátky, kromě Jom Kipur a Purim.
5) Ochránci Tóry
Protože popřeli legitimitu Božích přikázání, přikázání měnili podle svého uvážení, ubírali z přikázání nebo k přikázáním přidávali.
Slovům svých učenců důvěřují více než slovům samotné Tóry, Gemaru nadřadili Tóře. 
6) Ochránci zachování původních feudálních svazků Izraele, varující před totalitou osobností
Tvrdí, že ten kdo přestoupí slova rabínů, musí zemřít, zatímco ten, kdo přestoupí slova Tóry, by měl být pouze zbit. (Zde končí výňatek ze zecher caddikim.)
7) Karaimové neuznávají rabínský nový rok, ani kalendář.
Karaimové mají rabínský kalendář za jejich vynález odporující zákonům Tóry. Podle nich není opřen o skutečnosti, které se dají vyčíst z Tanachu. Rabanité odvozují kalendář od vzniku světa a slaví nový rok na Rosh Hashanah, který Karaimové neuznávají za biblický svátek (pouze Jom Kipur). Karaimové odvozují nový rok od východu z Egypta, kdy začala podle nich nová epocha jejich národa.
8) Karaimové nesvětí rabíny určené nové svátky, které nemají oporu Tanachu (starého zákona)
Proč Karaimští židé nesvětí Chanuku?
Karaimové jsou přesvědčení, že ohledně svátku Chanuka existují všeobecně rozšířené mylné představy.

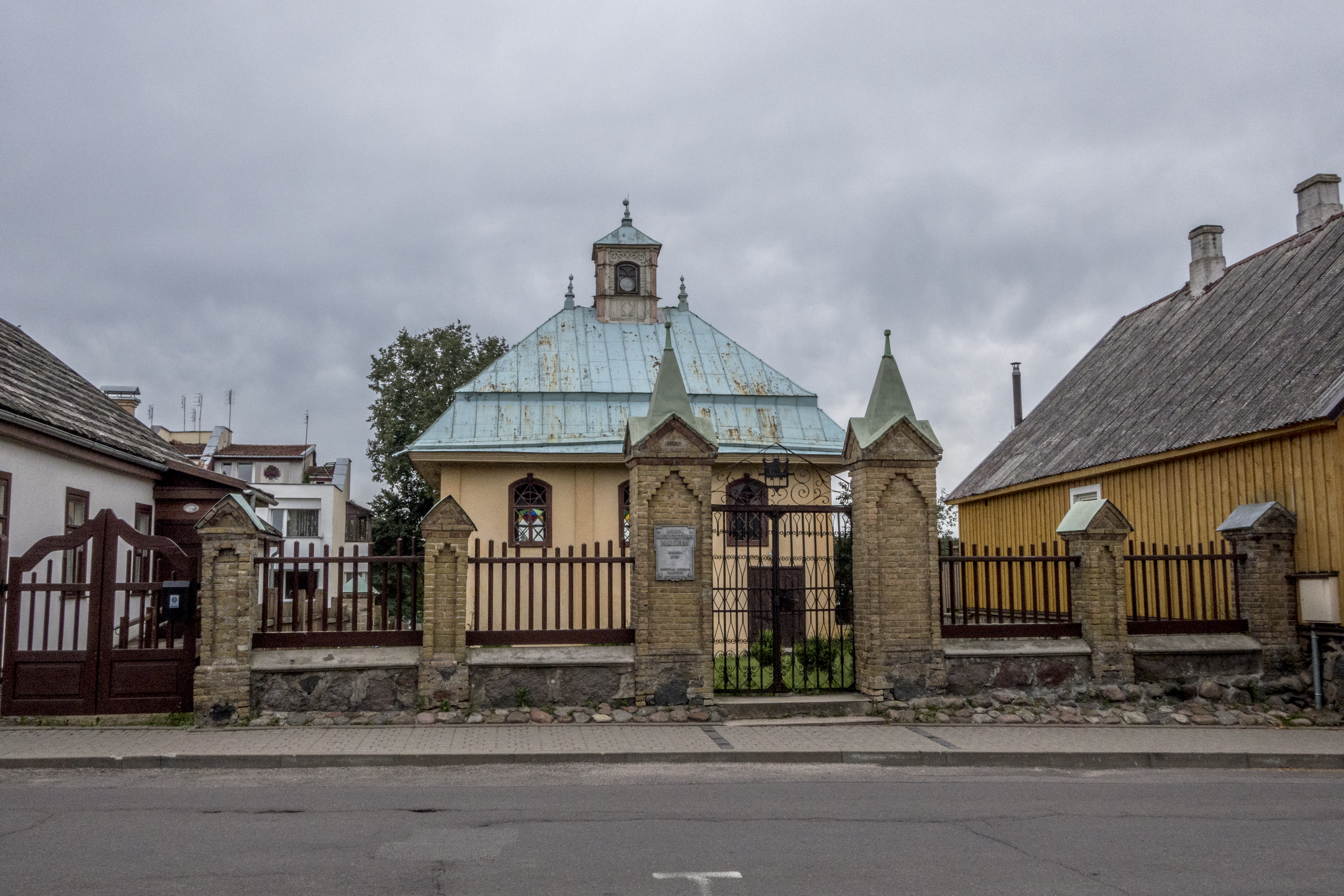
Synagoga Karaimů v litevském městě Trakai

První tvrzením podle Karaimů je, že válka byla vedena hlavně proti agresi Řeků a helenizovaných Syřanů, což není pravda, jednalo se podle spíše o občanskou válku proti helenizovaným Židům, kteří opustili víru Lidu Izraele a napomáhali Řekům v jejich snaze odstranit Tóru ze života Židů.
Argumentují také, že podle Knihy Makabejských nemá Chanuka nic společného s olejem, který hořel „8 dní“. Jednalo se o znovuzasvěcení Oltáře (odtud název Chanuka).
Proto pokládají „zásadní otázky“:
Jak můžeme slavit svátek znovuzasvěcení Oltáře, když byl Oltář zničen pro naše hříchy a nejsvětější místo víry Lidu Izraele – Chrámová Hora je každodenně znesvěcována nepřáteli Izraele?
Tento čas podle Karaimů by měl být časem smutku a ne časem oslav.
Chanuka není původní biblický svátek a podle Karaimů Makabejská vzpoura ani nepřinesla dlouhodobě kladné výsledky, protože se opřela o Řím, v jehož zájmu nebyly zájmy Judaismu.
Karaimští židé souhlasí s povstáním, které vedl Juda Makabejský století a půl před křesťanským letopočtem, nicméně podstatné je, že Juda, ač byl třeba kněz (kohén – kněz po rodičích), jeho rod nebyl krve královské, nebyl kníže, potomek Davida. Když padl, jeho moc převzal Šimeon Makabejský a založil Hasmonejsou dynastii, která si vyprosila na Římské říši uznání dědičné královské linie.
Karaimové mají za to, že tím veškeré záležitosti židů značně zkomplikoval.
Hlavní argument karaimů je, že Římané byly posléze v mnohém ohledu horší než Řekové, které Juda svým povstáním vyhnal, což se dá považovat za jediné pozitivum na celém Hasmonejském „kralování“.
Římané nakonec zbourali chrám a vyhnali židy z Judee.
Také, že potomek krále Davida dále v určitých židovských kruzích panoval. Karaimové ještě oficiálně neexistovali a farizejové (dnešní rabanité) měli daleko menší zastoupení, i když byli vlivní, hlavně v Římě. To je základní odmítání Karaimů celého tohoto podniku, vyčítají zainteresování farizejů v Římě na počátku Makabejského povstání, které se obrátilo na úkor skutečného potomka Davidovy linie a značně ztížilo jeho oficiální nástupnictví v Jeruzalémě (dodnes se nestalo).
Z toho podle Karaimů vyplývá toto:
Že židé se dále chodili radit ke knížeti, takže mezi sebou vznikaly i vzájemně agresivní skupiny mezi podporovately původních knížat a Hasmonejské dynastie a Římané se cítili nuceni je krotit, což ostatně vedlo i k naprostému chaosu a destabilizaci jakékoliv z pohledu Říma vlády a co ostatně vedlo i ke zbourání chrámu a vyhnání židů. Vyplývá z toho jednoznačně i to, že jak v době vlády Hasmonejců, tak v době vlády Herodotovy dynastie (která neměla opodstatnění ani židovské krve, natož Davidovy) stále v Judei bydlel potomek Davidova rodu, kterého uznávali tisíce lidí, znali ho, zdravili ho a věděli kde je, podobně jako to znáte z filmu Ben Hur a ano i v té době, kdy chodil Ješua...
Karaimové hlavně vytýkají rabanitům, že Chanuka mohla mít dobrý začátek, ale měla po několika dynastiích, které se zaprodaly Římu špatný konec a dalších dva tisíce let židé, i jiné národy čelily pogromům, inkvizicím, holocaustu a podobným smutným věcem.
Zásadní však je, že Chanuka není biblickým svátkem. (Stala by se snad, kdyby to tak neslavně nedopadlo?)
Zajímavé také je, že tento potomek ve své době panoval tedy hlavně těm židům, kteří jej sami uznávali, i když je jisté, že z pohledu mezinárodního uznání dosti neformálně. Po vyhnání z Jeruzaléma a zbourání druhého chrámu měli jak Karaimové, tak rabanité dynastie tzv. exilarchů, tedy potomků Davidovy linie, které uznávali za knížata. Rabanité se de facto vrátili ke knížatům až po pádu chrámu a vyhnání z Judee. V 8. století křesťanského letopočtu se tyto rody rozdělili a pro farizeisty (rabanité) a saduceisty (karaimové) se dva bratři rozdělili a starší si ponechal titul jen pro Karaimy, zatímco mladší splynul s několika rabínskými dynastiemi, které dodnes odvozují od něj svůj původ.
9) Karaimové proti kabale
Mezi judeo-křesťanstvím a kabalistickým judaismem existuje jasná spojitost; jak judeo-křesťanství, tak i kabalistický judaismus jsou náboženskou herezí.
Mesiánský Žid (tak se dnes označují pokřtění Židé) zavrhuje Boha tím, že vyznává jiného boha, přesněji jiné bohy tvořící křesťanskou Trojici.
Mesiánský Žid bere ze Sinajské víry liturgii a obřady, aby jimi mohl uctívat nemanželského syna Židovky Marie a dva kolegy tvořící božský triumvirát.
To samé dělá i kabalista, který nahrazuje Pravého Boha neoplatonskou modlou Ejn-Sof, jeho Sefirami a Parcufy-Tvářemi.
Těmto pohanským modlám kabalista zasvěcuje z judaizmu převzatá přikázání, zákony, Šabaty, kašrut, žalmy a modlitby.
Kabalista stele Svatou Tóru jako podestýlku kabalistickým démonům, kteří jí rozdupávají svými ďábelskými kopyty.
Proto byl osud komunit infikovaných kabalou tak ostudný a hrozný.
Nicméně se to netýká jen kabaly, ale jakéhokoli druhu mysticizmu.
Masakry židů během křížových výprav, odsuzování židů obviněných z rituálních vražd, Rindfleischovi pogromy, pogromy Armlederů-Judenschlagerů (Židobijců), masakry v dobách morových epidemií, ukrutné 14. století – století vyvražďování německých židů; to vše bylo trestem za agadický mysticizmus, za spekulace o božském voze – merkavě, za ohavný mysticizmus a okultizmus Jehudy Chasida a Eleazara z Wormsu.
Masové přijetí Zoharu a luriánské kabaly polskými a ukrajinskými židy vedlo ke katastrofě – k Chmelnického povstání.
V první polovině 17. století polští židé a židé z východopolské provincie Ukrajiny netrpělivě očekávali příchod mesiáše.
Vždyť v knize Zohar bylo černé na bílém napsáno: V šestém tisíciletí, po uplynutí 408 let budou vzkříšeni všichni obyvatelé podzemí, nebo také: v tomto Svatém roce se každý z vás vrátí ke svému dědictví.
Rok 5408 odpovídal roku 1648 podle křesťanského letopočtu.
Mesiáš se ale neobjevil!
Místo něj se objevil krvavý Bohdan.
A to není jediný příklad, kdy se mystické předpovědi udály přesně opačně, než jak byly předpovězeny.
Ve středověkém Španělsku byl předpovězen příchod mesiáše na rok 1492.
Tento rok se ale stal rokem vyhnání židů ze Španělska.
Víra v kabalistická proroctví nezůstala nikdy nepotrestána.

### Vznik etnika
Zásadními mezníky ve vytváření karaimského etnika byly prvotní rozdíly mezi rabínským judaismem a karaitským.
1) Setrvání Karaitů v prapůvodních rodových svazcích a pravidlech.
Rabínský judaismus nastolil revoluci jak v uctívání potomků představených a šlechty (asimilovaly se mezi rabínské rody a tím je víceméně legitimizovaly), tak v pojímání bohoslužby (rozený Kohén ustupuje za rabínem do pozadí), rabínské rody se staly neomezenými vládci nad svými poddanými; rabínský systém nahradil systém kněžský, kdežto Karaité tento způsob nikdy nepřijali.
2) Karaité rovněž nevěří v ústní předání zvláštní části Tóry rabínům Mojžíšem na hoře Sinaj.
A to hlavně v jeho cestování časem k budoucím rabínům (to je ovšem základ talmudu, na kterém stojí jak rabínský judaismus, tak se o to opírá i legitimizace rabínů, jako vedoucích vůdců židovské náboženské komunity), to je vedlo k separaci a nedůvěře v rabínské autority, uchylovali se k vlastní původní šlechtě Davidovy linie.
3) Karaité nikdy nepřijali rabínskou změnu z 11. století v dědičnosti židovství z otce na matku.
4) Karaimové se přísně ženili mezi sebou.
Tyto zásadní rozdíly stály za konzervací karaitského života a tedy se i zásadně podílely na vzniku karaimské etnicity.
Někteří historici se domnívají, že to byl i hlavní důvod výjimky Karaimů v Norimberských zákonech, za hlavní se uvádí, že Nacisté stavěli na roveň podporovatele židů s židy a často se k nim chovaly ještě hůře, je tedy otázka proč nechávali Karaimy relativně v klidu i když byli svědky celé hebrejské liturgie, knih v hebrejštině, navštívili Kenasy a viděli světit Karaimy židovské zvyky a svátky, v tomto světle a úhlu pohledu by se zdála záměrná falzifikace karaimského původu jako tatarského Serajou Šapšalem kvůli ochraně Karaimů zcela irelevantní.

### Zásadní milníky utvářející Karaimskou víru

#### Karaimský princip víry
1) Dům Izraele byl rozdělen na dvě hlavní části: na karaimy a na rabanity.
2) Víra karaimů stojí na třech pilířích: 
- ha-katuv – Písmo,
- ha-hekeš – princip analogie,
- Sevel ha-Jeruša – břímě dědictví.

3) Pilíře víry karaimů vycházejí z Písemné Tóry, která (jim) byla dána skrze pána a učitele Mojžíše na hoře Sinaj.
Karaimové se řídí Tórou na základě jejího přesného a prostého výkladu, Tórou, která si neprotiřečí, Tórou bez dodatků či zkrácení.
Dodržují také to, co analogicky z Písma vyplývá.
4) Všichni Židé – Karaimové a rabanité – žijící v evropských zemích pochází z pokolení Abrahama, Izáka a Jákoba, z kmenů Juda, Benjamina a z (polo)kmene Menaše.
Ostatní Izraelité, tedy devět kmenů a (polo)kmen Efrajim, které byly asyrskými vládci odvedeny do vyhnanství, a které byly odloučeny od Judského království, a které se následně usadily v různých zemích, vyznávají stejné náboženství a víru jako Karaimové.

#### Důvody oddělení se od rabanitů
(je to dobová studie ZECHER CADDIKIM chachama Mordechaje ben Josefa Sultanskiho (1785–1878), která pouze vysvětluje vztah karaimů a rabanitů v různých dobách, nikoliv určuje v dnešní době)
„Parušim (farizejové) nepřestali hřešit ani po zničení Chrámu, pokračovali v hanobení cadikim, kteří odešli do vyhnanství spolu s ostatním lidem, vysmívali se jim, ponižovali je a zabíjeli. A neopustili své hříšné chování ani v exilu. Tak tomu bylo až do roku 3880, což jest rok 121 křesťanského kalendáře. Parušim se v  době vlády císaře Trajána vzbouřili proti Římanům, dosadili na trůn ben Kozibu, zabili mnoho Římanů a Řeků, stejně se chovali i v Egyptě. Proto poslal císař Traján svého synovce Hadriána, aby je porazil a navrátil je pod vládu císaře. Také v roce 4316, což jest rok 556 křesťanského kalendáře, rabanité z města Caesarea napadli křesťany s úmyslem je povraždit. Tyto skutečnosti jsou jasným důkazem o jejich krutosti. A s vědomím, že se parušim byli schopni vzbouřit proti císaři a že vztáhli ruce na křesťany, můžeme věřit tomu, že nevyhladili cadikim, kteří byli zcela v jejich moci? Z tohoto důvodu se značně snížil počet cadikim, kteří začali být známí jako karaimové. Část z nich totiž parušim povraždili, jiní ze strachu o svůj život přijali víru parušim. Stejně se chovali parušim i v Egyptě, tam se cadikim dostali pod trvalý útlak ze strany parušim, velká komunita karaimů byla donucena přijmout jejich víru. To bylo kolem roku 5066, což jest rok 1306 křesťanské éry. Ze stejného důvodu nezůstal v Sefaradu ani jeden cadik nebo karaim (rabanitské označení cadikim). Zůstali pouze v Egyptě, a v Babylonu žili ještě potomci těch, které nechal odvléci do vyhnanství Nabukadnesar, a kteří se nevrátili spolu se  Zorobábelem a Ezrou do Jeruzaléma, a kteří tam žijí dodnes, jak bylo uvedeno v sedmé kapitole.“

#### Karaimové se považovali (a považují) za feudálně soudržnou pospolitost
V principech zakotvení starého Izraele, které jsou (podle nich) schopni jen oni obnovit v plné specifikaci. I když šlechta de facto do popředí od 11. století nevystupuje a je pravděpodobné, že mnohá se i ukrývá dodnes mezi jinověrci.
„... všichni velikáni Izraele, Velekněží, králové, aristokracie a slavní učenci, všichni pocházeli z řad cadikim, a my, Karaimové, jsme jejich dědicové a nástupci, jak to vyplývá z jejich knih. Ještě více se o tom přesvědčíme, když si uvědomíme, že babylonští Karaimové vlastní ještě v dnešní době knihu, které obsahuje jména 19 knížat (jak bylo popsáno v kapitole 7), potomků krále Šalamouna, mír s ním. Také v Egyptě stále žijí v Karaimské komunitě knížata, kteří mají rodokmen napsaný na pergamenu z rybí kůže. Na tomto pergamenu je napsán rodokmen od posledního (v současné době) narozeného knížete až ke králi Jójakínovi (Jehójáchín, Jechánjá), a od krále Jójakína až po krále Šalamouna a Davida, mír s nimi. Nikdy jsme ale neslyšeli, že by mezi parušim a jejich následovníky rabanity byl někdo z potomků krále Šalamouna, pokoj s ním.
A i těch několik knížat, která se mezi parušim a rabanity našla, nebyla potomky krále Šalamouna, mír s ním. Protože rav Jehuda, kterého rabanité označují jako náš svatý učitel (o kterém se zmíníme v kapitole 26) nebyl potomkem krále Šalamouna, mír s ním, ale potomkem Šefatjáše syna Abítaly, ženy Davidovy (královská linie se ale odvozuje od krále Šalamouna). Stejně tak ani rabanitský učenec Don Izák ben Juda Abrabanel nebyl potomkem krále Šalamouna, mír s ním. V každém případě od smrti Abrabanela v roce 5269, což je rok 1508 křesťanské éry, jsme neslyšeli, že by v komunitě rabanitů žila dědičná knížata, tak jako tomu je v naší karaimské komunitě. V naší karaimské komunitě je také nesrovnatelně vyšší zastoupení kohenů a levitů, než v komunitě rabanitské.“

#### Karaimové vyčítali rabanitům vysokou míru kriminality
A to přičítali jejich odklonu od „pravé Židovské víry“.
Nikdo nikdy neslyšel, že by Karaimové někdy povstali proti vládcům, což je zásadní rozdíl mezi námi Karaimy a rabanity. Karaimové byli vždy oddáni vládcům těch zemí, ve kterých se usadili. Vždy ctili a respektovali zákony zemí, ve kterých žili. Mezi karaimy nikdy nebyli špehové, vrahové nebo zloději. Karaimové jsou čestní jak slovy, tak skutky, jsou poctiví v obchodních záležitostech, skromně se oblékají a staví si skromné příbytky. Tyto vlastnosti karaimů jsou všeobecně známé a existuje o nich mnoho písemných záznamů. Mezi karaimy žijícími v Polsku ve městě Luck, se od usazení karaimů až do dnešní doby neobjevil ani jeden zloděj, a žádný karaim nebyl odsouzen za jakýkoli trestný čin. A to proto, že karaimové milují pravdu, jsou pracovití, milují svou zem a živí se pouze plody své práce. O rabanitech lze říci totéž pouze obráceně.

### Věrnost knížeti
Karaimové mají rabanitům do dneška za zlé, že usilovali knížeti, potomku krále Davida o život (blíže v kapitole Anan), podle karaimů to je zásadní modloslužebný projev. Rabanité totiž chtěli po osmanském vládci, aby připravil následníka Davidova trůnu v 9. století o život kvůli tomu, že chtěl talmudistickou školu zbavit participace na jeho mocenské svrchovanosti. Rabanité tak už podruhé (poprvé ještě jako farizejové u Judy Makabejského) se odklonili od královské linie. Mnozí rabanité to vysvětlují tak, že dle proroků nelze odebrat Izraeli jeho konečný úděl v posledním potomku krále Davida i kdyby byl jakýkoliv potomek připraven o život, ale oni se cítí být vybráni k tomu, aby Izrael vedli a učili ho sami výkladu a překladu Tóry a že jsou větší morální autority, než Kohéni i urozenci, zatímco knížatům Davidovým vyčítají zhýřilost a modloslužebnictví, kterých se dopouštěli ještě v Judském království.
Rabanité věří, že Mojžíš předal ústní část Tóry rabínům na hoře Sinaj, když cestoval v čase a tak je povýšil nad kohény. Karaimové to zásadně odmítají z toho důvodu, že to není opřeno o nic konkrétního v samotné psané Tóře. Odmítnutí karaimů rabanitského přepisu a vysvětlování Tóry, tedy odmítnutí Talmudu, zároveň berou rabanité jako návrat k předchozí modloslužbě, jako odmítnutí jejich teorie, že Hospodin, Bůh Izraelský zavrhl knížata, šlechtu i Kohény a zvolil rabíny.
To by ale ovšem pro Karaimy znamenalo, že Bůh Izraelský znal dopředu rozhodování se všech židů, včetně toho, že věděl, kteří panovníci budou nevěrní a jak to vše musí dopadnout a nedává jim to smysl.
Karaimové to v době Anana základně neuznali a proto se odloučili od talmudistů.

## Možnost záměny
V moderní historii se objevily skupiny, které se chtěly označovat za karaimy jako například bývalá judeo-křesťanská komunita Yehoshua ha-Mashiah Liberec a Třinec, která se vydávala za Bnei Miqra – Qaraim a Ruští Qaraimové v zahraničí, jejíž většinu tvoří právě členové Yehoshua ha-Mashiah.
Jejich bývalý mesiánský rabín, se prohlásil za chachama výše zmíněné komunity, a vydával se za potomka karaimů, a pomocí podvodu chtěl imigrovat do Izraele.
Jeho podvod byl odhalen jak izraelskými úřady, tak izraelskou Radou karaimských mudrců. Mezi takovou skupinu také patří Samaritáni Velkého Turkestánu alias Qaraimler – Mutazillitští Qaraimové Krymu a Kedaru v zahraničí, tito se od karaistkého judaismu zásadně liší, např. jejich modlitby nejsou orientovány na východ jako u Židů, ale na jeruzalémskou mešitu al-Aksá, uznávají Mohameda a Ježíše jako proroky. Takto se podařilo i několikrát zmást oficiální média, proto mají karaimové potřebu tyto skutečnosti často uvádět na pravou míru.
Nábožensky založení karaimové neuznávají Ježíše ani Mohameda a nemají je za proroky, uznávají pouze tzv. starozákonní proroky; několik málo karaimských učenců (pod tlakem pravoslavné církve v carském Rusku) čistě formálně připustilo Ježíše a Mohameda jako proroky křesťanů a muslimů; nikdy však jako proroky Lidu Izraele a tedy proroky karaimů.
Nejlepším důkazem nesmyslnosti tvrzení o uznání Ježíše a Mohameda jako proroků je kniha evropského karaimského učence Izáka z Trok CHIZUK EMUNA – Posílení víry aneb Odpověď křesťanským misionářům, která je v křesťanském prostředí známa i jako Satanovy ohnivé střely.
Stejně tvrdě oponovali karaimští učenci i islámu.
Karaimská (karaitská) modlitba není orientována k mešitě al-Aksá, ale k Chrámové hoře (Har ha-bajit) tedy k místu na kterém byly zbudovány Chrámy, na kterém byly přinášeny oběti Bohu Izraele a na kterém bude zbudován třetí Chrám.

## Stručná historie

### Etnicita Karaimů v Chazarském kaganátu
Turkicky mluvící Karaimové žili na Krymu po celá staletí. Jejich původ je předmětem velké diskuse.
1. Někteří je považují za potomky karaitských Židů, kteří se usadili na Krymu a přijali formu kypčackého jazyka. S tímto výkladem se ztotožňují stoupenci rabínského judaismu. Někteří historici souhlasí s jejich tvrzením, a to důvodu:
  - Nerabínští (karaitští) Židé se usadili na Krymu již v době, kdy toto území ovládala Byzantská říše. Později se sjednotili jako ostatní nerabínské směry v karaitském judaismu. Karaitští židé opovrhovali Chazary, kteří později ovládli Krym. Obyvatelé Chazarské říše přijali rabínskou formu judaismu.
  - Jiná teorie říká, že se jedná o Židy, kteří byli jazykově turkizováni.
2. Jiní je považují za potomky Chazarů nebo Kypčaků konvertovaných ke karaitskému judaismu. Horní vrstva chazarské společnosti konvertovala k judaismu v 8.–9. století. Skupina Chazarů (turecky Kabaři nebo Kavaři), kteří se zapojili do neúspěšného povstání, se připojila k Maďarům při invazi do Maďarska a usadila se tam na konci 9. století. Zajímavá památka této skupiny Chazarů byla objevena v Sedmihradsku (dnešní Rumunsko) ve 20. století. Nazývá se Alsószentmihályské runové nápisy. Byly přepsány archeologem a historikem Gáborem Vékonym.[2] Přepis těchto dvou řádku je následující:[3] (první řádek). „Jeho sídlo je slavné“ a (druhá řada) „Kur jüedi karaite“ nebo „Jüedi kur karaite.“ Zde je vidět důkaz, že přinejmenším část Chazarů byla karaity.[4]

Dnes mnoho krymských Karaimů popírá izraelský původ a považují se za potomky Chazarů. Většina historiků se však domnívá, že náboženstvím Chazarů byl talmudický, rabínský judaismus.
Turkický, resp. chazarský původ evropských Karaimů vyvrátily testy DNA provedené v roce 2005 až 2017 Americký genetik Kevin Alan Brook.
Testováno bylo 27 převážně krymských Karaimů (několik málo testovaných bylo z Litvy a Haliče). Y chromozomy 20 mužů byly:
- Haploskupina G2a – 4 osoby (Kavkaz, Írán)
- Haploskupina J2 – 5 osob (Kavkaz, Mezopotámie, Levanta)
- Haploskupina J1 – 4 osoby (Blízký Východ)
- Haploskupina E1b1b – 5 osob (Severovýchodní Afrika a Středomoří)
- Haploskupina L1b1 – 1 osoba (Blízký Východ, Evropa)
- Haploskupina R1b – 1 osoba (Severozápadní Evropa)

Nikdo z testovaných evropských Karaimů neměl tedy haploskupinu, která má původ v oblasti tzv. Velké stepi, tedy skupinu, kterou by bylo možné považovat za turkickou, resp. chazarskou.
Turkický, resp. chazarský původ evropských Karaimů odmítali všichni předrevoluční karaimští učenci.

#### Deportace
Ve 14. století bylo několik stovek karaitských rodin deportováno do Litvy a pak i na Ukrajinu (především na Halič) a do Polska.
V roce 1392 velkovévoda Vytautas z litevského velkovévodství přemístil jednu větev krymských Karaitů do Litvy, kde stále mluví vlastním jazykem. Litevští Karaité se usadili především ve Vilniusu a Trakai, stejně jako v Biržai, Pasvalys, Naujamiestis a Upytė – menších sídlech pod litevskou správou – a na území současného Běloruska a Ukrajiny, které byly součástí Litevského velkovévodství. Karaimům na litevském území byla udělena určitá míra autonomie.
Karaimští židé zde měli sice svoji samosprávu a nepodléhali rabínské jurisdikci, ale i tak museli platit stejné daně jako rabínští Židé. Karaimští chachamové (obdoba rabínů) byli v kontaktu s karaimskožidovskými komunitami v Turecku, Izraeli či v Egyptě.

#### Carské Rusko

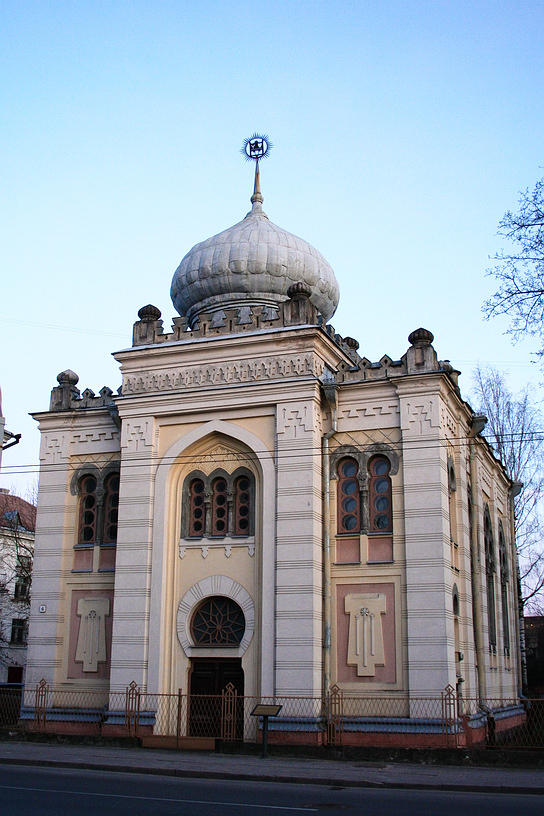
Karaitská kenesa ve Vilniusu

Jedním z nejvýznamnějších východoevropských karaimských vůdců devatenáctého století byl lucký rodák Avraham Firkovič. Jeho knihy jsou uznávané i karaimy mimo východní Evropu, jeho sidur je užíván některými komunitami v Izraeli. Avraham Firkovič a Sima Babovič byli hnací silou společného úsilí o změnu postavení karaitské komunity z hlediska ruského právního systému. Zvláště Firkovič byl neoblomný ve svých pokusech o propojení Karaimů s Chazary a byl obviněn z padělání dokumentů a nápisů na podporu svých tvrzení. Nakonec carská vláda oficiálně uznala Karaimy jako turkickou populaci nežidovského původu. Vzhledem k tomu, že Karaimové byli vyhodnocení jako nevinní smrtí Ježíše (zbaveni nálepky vrahů Ježíše), byli osvobozeni od mnoha tvrdých omezení vztahujících se na Židy. Byli v podstatě ve stejném právním postavení jako muslimští Krymští Tataři. Mimo jiné to znamenalo, že nemuseli platit židovské daně, směli vlastnit půdu, stěhovat se mimo „židovská“ území atd.
Oproti tomu Karaimům blízké krymčacké společenství, které mělo podobné etnolingvistické pozadí, ale uznávalo rabínský judaismus, stále trpělo carskými protižidovskými zákony.
Od začlenění Krymu do Ruské říše se hlavním centrem Karaimů stalo město Jevpatorija.

### Druhá světová válka
V době 2. světové války se Seraja Szapszal zasloužil o to že Karaimové nepodléhali nacistickým rasovým zákonům tak jako rabínští Židé. Pracoval na sovětské akademii věd, kde pokračoval v dejudaizaci Karaimů. Prosadil nahrazení hebrejského písma latinkou či azbukou ap. Náboženský život byl téměř zlikvidován a z Karaimů se stala etnická pospolitost.

### Minulost a současnost
Bez ohledu na jejich původ od dob Zlaté hordy byli přítomni v mnoha městech a vesnicích po celém Krymu a kolem Černého moře. Během období Krymského chanátu mohly být některým z hlavních společenství, nacházejících se ve městech Čufut Kale, Sudak, Kefe a Bachčisaraj.
Mnoho Karaimů byli zemědělci. Členové komunity sloužili v armádách Rzeczypospolité a Krymského chanátu.
Někteří moderně sekulárně žijící Karaimové dnes nemají téměř žádné povědomí o hebrejštině a neovládají ani karaimštinu. Karaimové neuznávají Talmud, ale pouze Tanach. Karaimská synagoga se nazývá kenesa. Ve svém znaku mají Talit.
Jejich činnost je omezena na vystupování v krojích, které připomínají kroje tatarské. Na Krymu je možné najít karaitské hřbitovy se starými židovskými náhrobky. Na Krymu se také zachovalo největší povědomí o židovském původu. Někteří Karaimové po pádu SSSR odešli do Izraele, kde je největší karaimská komunita na světě.

### Evropská komunita
V Basileji v neděl 20. 11. 2016 proběhlo setkání evropských karaimů a řešilo se založení náboženské organizace – komunity pro střední a západní Evropu.
Švýcarskou karaimskou komunitu zřídila švýcarská organizace s celoevropskou působností Karaite Jews of Europe. Švýcarská karaimská komunita je oficiálně uznána karaimskými organizacemi Universal Karaite Judaism (Izrael) a Karaite Jews of America. Členové švýcarské karaimské komunity jsou uznáváni Státem Izrael jako židé. Stát Izrael umožňuje konvertitům ke karaitskému judaismu aliju. Švýcarská karaimská komunita přijala egyptský ritus. V Eglisau nedaleko Curychu bylo zřízeno malé komunitní centrum s modlitebnou. Švýcarská karaimská komunita úzce spolupracuje s chachamem Meirem Rekhavi, a také s Karaite Jewish University, Universal Karaite Judaism a Karaite Jews of America.  
https://www.karaitejewsofeurope.com/
Z dopisu delegáta za českou sekci Nissim ben Avrahama Valka:
„Všichni přítomní souhlasili se založením organizace (prozatím ve formě zhruba odpovídající českému občanskému sdružení - spolku) a její registraci ve Švýcarsku.
Předsedou bude David Rosch, protože předsedou musí být podle švýcarských zákonů občan Švýcarska (jediný splňoval obě podmínky, tj. být karaim a zároveň občan Švýcarska).
Název bude Karaite Jews of Europe.
Budou existovat dvě formy členství – člen a přidružený člen; zpočátku budou tvořit většinu přidružení členové; a to do doby, než se podaří vyjednat a zorganizovat konverze.
Členem se může stát karaim (původem, konverzí, rabanita (původem či konverzí) který přijal karaimský judaismus); zájemci o konverzi či přátelé karaimů se mohou stát přidruženými členy.
Členský příspěvek bude stanoven na částku 50 CHF ročně, což je zhruba 46 EUR nebo 1200 CZK ročně; příspěvky budou využity na právní pomoc, nákup náboženských předmětů, organizaci konverzí, výuku, atp.
Členský příspěvek byl stanoven tak, aby byl pro většinu členů více či méně přijatelný.
Dále jsme se dohodli, že budeme organizovat výuku pro zájemce v místních jazycích, Nissim ben Avraham Valko dostal na starost výuku ve slovanských jazycích.“
V současnosti je tato komunita aktivní na facebooku: European Karaite a má oficiální webové stránky Evropské karaitské židovské obce

## Karaimská konverze
Hromadná konverze ruských subotniků ke karaimům.
Ázerbájdžánští Karaimové
Ázerbájdžánští karaimové jsou potomci silně judaizované ruské křestanské sekty subotniků, kteří v koncem 18. století zavrhli křesťanství a kteří adoptovali náboženství Abrahama, Izáka, Jákoba, Josefa, Mošeho, Davida, Šalamouna a Velekněze Cadoka.
Carský režim vyháněl subotniky z ruské části imperia.
Část subotniků zůstala křesťany (silně judaizovanými), část přijala farizejsko-rabínský talmudismus a část přijala karaismus.
Karaimové se usadili v Ázerbájdžánu, v Džalilabádské oblasti ve vesnici Privolnoje, kde žili spolu se subotniky, kteří přijali talmudismus.
Po rozpadu SSSR se většina karaimů z Ázerbájdžánu přestěhovala do Ruska.
1. ) do Stavropolského kraje do města Novotrockaja – asi 60 rodin.
2. ) do Rostovské oblasti do města Stefanidar – Logovoj – asi 50 rodin.
3. ) do Krasnodarského kraje do města Kiščevskaja – asi 30 rodin.

Ve vesnici Privolnoje žije už jenom asi 10 karaimských rodin.
Chacham Hazzan El po svržení cárské vlády (v roce 1917) naznačil, že karaimská komunita v Charbinu (severovýchodní Čína) by měla přijmout pohany do své náboženské komunity karaitů na základě všech zásad víry karaitů a v souladu se všemi náboženskými ceremoniemi karaitů. Byl inspirován Izákem Sangarim vyslaným mezi Chazary.
Vedoucí komunita karaitů vedené Hazzanem El po dlouhé a hluboké studii proselytismu se rozhodla přijmout návrh a rozhodla se přijmout dva Japonce a jednoho Rusa do své náboženské komunity karaitů.
To znamenalo konec platnosti prohlášení karaitů, že je nemožné stát se karaitou jiným způsobem, než se narodit Karaimem. Od této chvíle začalo být nové prohlášení platné, v němž bylo uvedeno, že karaité nemohou být pouze karaiti narozením, ale také konverzí.
Ve dnech 30. a 31. července 2007 proběhla po více než 90 dalších letech první moderní karaimská konverze.
Obřad se odehrával v Dali City / San Francisco, CA, USA a synagoze karaimské kongregace Bnai Yisrael. Zájemců o konverzi bylo 14 a přijeli do Daly City z USA, Kanady, Austrálie a České republiky.

### Karaitské skupiny bez oficiální konverze ke karaimům
Malachi je hlava místní komunity v Indonésii. Jedná se o bývalé křesťany a muslimy, kteří přijali karaitský judaismus a vyznávají ho se vším všudy i bez oficiální konverze. Nemají to lehké, protože Indonésie je nejlidnatější muslimská země, které neuznává existenci Izraele a také existenci indonéských židů, žid nemůže mít indonéské občanství, nebo musí mít v dokladech jedno ze státních náboženství (islám, katolictví, protestantství, hinduismus a buddhismus). Malachiho poté, co začal vyznávat karaismus, vyhodili jeho křesťanští kolegové z kapely (živil se jako muzikant na svatbách a slavnostech), udávali ho úřadům. Podobně jsou na tom i bývalí muslimové, těm dokonce hrozí ze strany příbuzných smrt, v lepším případě je považují za blázny a mohou být připraveni o svéprávnost.
Za karaitský způsob vyznání se dá považovat i falašský judaismus a samaritanismus.

### Návraty
V době, kdy Seldžukové a křižáci masově vyhlazovali Karaimy kolem 1099 n. l., docházelo k hromadným útěkům, někdy i k nuceným konverzím k jiným náboženstvím. Karaimská komunita byla soudržná hlavně kolem knížecí dynastie a šlechty a považovala vždy za nutné a důležité chránit pro budoucí svět a mesiášský věk hlavně tyto rody. Židovské rodiny se také často asimilovali v různých společnostech, avšak vnitřně si uchovávali povědomí o původu a smyslu.
Proto je dnes pro karaimy důležité, že se mnozí konvertité ke karaitskému judaismu a karaimům hlásí a konverze nejsou jen misionářství, ale dle karaimů i naplňování Božího plánu a soustředění posvěcené krve zpět do lůna komunity ke službě Izraelskému Bohu.

## Karaimská židovská knížata z Davidovy linie
Do sedmého století měli karaité a rabanité stejná knížata – exilarchy,

### Anan
Ananův strýc exilarcha Šalamoun zemřel v sedmém století bezdětný, a tak měl na trůn exilarchy nastoupit podle pravidel nástupnictví syn Šalamounova bratra David, který měl dva syny: Anana a Ananju.
Trůn exilarchy přecházel na nejstaršího v rodě, existovaly ale případy, kdy byl vybrán mladší člen rodu, pokud byl významnější, váženější a ctihodnější než jeho starší sourozenec.
Ačkoli byl Anan právoplatným dědicem trůnu exilarchy, nebyl v oblibě rabínům pro svůj přístup k talmudu. Anana byl názoru, že rabínské školy příliš omezují jeho výkonnou moc a tak se netajil tím, že po převzetí svého úřadu omezí významnost talmudu v určitých mantinelech „moudré knihy, která se nesmí brát doslovně“. Jemu nepřátelští přívrženci starých pořádků podporovali jeho mladšího bratra, přejmenovaného na Achoraj.
V čele nepřátel Anana stáli dva bratři: r. Dodaj a r. Jehudaj; první byl hlavou pumbeditské a druhý surské akademie –rabínských talmudistických škol. Příznivci Anana ale nebyli bezmocní; Anan měl mnoho příznivců a podporovalo ho mnoho vlivných lidí. Anan tak ve volbách zvítězil a nastoupil na trůn. Z pozice svého úřadu začal Anan energicky šířit a propagovat své myšlenky, čím se stal velmi nebezpečným pro přívržence učení Talmudu.
Anan se striktně řídil literou Zákona a plnil přesně jeho přikázání; a nešetřil ani své přívržence, pokud zjistil, že nežijí v souladu se Zákonem. Ananovi se podařilo silně podkopat důvěru lidu v Talmud.
Tím se ale samozřejmě zvýšil počet nepřátel, kteří usilovali o jeho zničení. Anan byl před chalífou svými nepřáteli obviněn z hereze, z úmyslu vydat nový náboženský zákon a z úmyslu ustanovit se králem Izraele.
Po tomto křivém obvinění byl Anan chalífou zbaven své hodnosti, uvězněn a odsouzen k trestu smrti oběšením. Rozsudek byl vynesen v neděli a vykonán měl být v pátek následujícího týdne.
K vykonání rozsudku trestu smrti oběšením ale nakonec nedošlo, neboť se Anan dokázal obhájit.
Způsob jakým se Anan obhájil, popisují jednotlivé strany rozdílně.
Podle Ananových nepřátel podplatili příznivci odsouzeného exilarchy dvořany a důvěrníky chalífy, a touto cestou dosáhli plného zproštění viny.
Podle jeho přívrženců ale Anana zachránilo to, že byl uvězněn spolu s jedním muslimem odsouzeným k smrti za rouhání. Tento muslim poradil Ananovi, aby se osobně obrátil na chalífu s žádostí o rozsouzení náboženského sporu se svými nepřáteli; touto cestou měl získat možnost dokázat svou nevinu. Předmětem náboženského sporu měla být témata umožňující různý výklad.
Chalífa by jeho žádost nemohl odmítnout, neboť podle islámského zvyku má odsouzený k smrti právo požádat panovníka o splnění posledního přání, a v případě, že to okolnosti umožňují, by měl vládce odsouzenému vyhovět.
Anan učinil tak, jak mu muslimský spoluvězeň poradil, a jeho žádosti bylo vyhověno; jako předmět náboženské diskuze si Anan vybral téma Kalendář a určování dat svátků. Toto téma bylo dlouhodobě předmětem sporů mezi Ananem a jeho nepřáteli.
Do časů talmudistů rabana Gamaliela a Izáka Napacha stanovoval Izrael počátky měsíců a svátků podle měsíce ve chvíli jeho zrození, tj. podle přímého pozorování nového měsíce na obloze; první lunární měsíc nisan se stanovoval navíc na základě svědectví o nalezení dozrávajícího ječmene ve Svaté zemi. Pokud dvanáctého měsíce lunárního roku nedozrával ječmen, nepovažoval se následující měsíc za počátek roku, ale stával se třináctým měsícem, rok se stával rokem přestupným. Tímto způsobem se vyrovnával nahromaděný rozdíl mezi lunárními a solárními roky.
Pravidla pro stanovení prvního měsíce byla podřízena náboženskému obřadu přinášení prvotin ječmene do Chrámu, který probíhal vždy po sobotě Svátku nekvašených chlebů; padesátý den po tomto obřadu se slavil Svátek týdnů – Šavuot. Protože v cizích zemích mimo Palestinu nemohlo být žádné z těchto ustanovení řádně vykonáno, ustanovil raban Gamaliel a Izák Napacha nový kalendář založený na stanovování počátků měsíců a svátků pomocí kalkulací.
Raban Gamaliel a Izák Napacha sestavili cyklus devatenácti let, z nichž bylo sedm přestupných a dvanáct běžných.
Přestupný byl třetí, šestý, osmý, jedenáctý, čtrnáctý, šestnáctý a osmnáctý rok cyklu.
Aby se vyloučila náhodná chyba, přikázali talmudisté Izraelitům žijícím mimo Palestinu přidat ke každému Mojžíšem ustanovenému svátku ještě jeden den. 
Dále pak stanovili pro každý svátek konkrétní dny týdne, na které mohl svátek připadnout, pokud svátek na tento konkrétní den nepřipadl, byl přeložen na nejbližší následující stanovený den.
Toto pravidlo se označuje jako דחיה.
Všechny tyto inovace vytlačily od nepaměti existující pravidla, a nemohly nebýt v rozporu s ustanoveními Mojžíše. Ananovi nahrávala skutečnost, že téma stanovení počátků měsíců podle novoluní bylo muslimům velmi dobře známo. Anan se v diskuzi střetl se svými nepřáteli, a dosáhl velkolepého vítězství, úplného zproštění viny a plné rehabilitace, bylo mu vráceno odebrané postavení a navíc získal přízeň chalífy. 
Krátce poté co očistil své jméno, se Anan dobrovolně vzdal trůnu exilarchy ve prospěch svého bratra Ananji, avšak nechal se pomazat částí, která ho podporovala, ta si od té chvíla začala říkat Karaité. Je však důležité podotknout, že Karaité nevznikli ani odtržením, ani obměnou zákonů, naopak to lze vyvodit od rabanitů, Karaité vlastně vznikly z nevůle se měnit a dali by se tak považovat za původní Židovství, které z nutnosti reagovat na opozici tradičnímu Judaismu se „muselo časem nějak nazvat“.

### Seznam židovských knížat – exilarchů
(exilarch – hlava exilu, hebr. Roš Galut), oficiálních představitelů židů v exilu, potomků králů v Davidově linii, kteří byli karaimové:
- Anan ben David ha-Nasi, syn Davida ben Juda (ca 715 – ca 795 or 811)
- Šaul ben Anan ha-Nasi, syn Anana ben Davida, osmé století.
- Jošiahu ben Anan ha-Nasi, syn Anana ben Davida
- Jehošafat ben Šaul ha-Nasi, syn Šaula ben Anana, počátek devátého století
- Boaz ben Jehošafat ha-Nasi, syn Jehošafata ben Šaula, deváté století.
- David ben Boaz ha-Nasi, syn Boaze ben Jehošafata, desáté století.
- Šlomo ben David ha-Nasi, syn Davida ben Boaze, konec desátého a počátek jedenáctého století.
- Chezekia ben Šlomo ha-Nasi, syn Šloma ben Davida, jedenácté století.
- Chasdaj ben Chezekia ha-Nasi, syn Chezekiy ben Šlomo, konec jedenáctého a počátek dvanáctého století.
- Šlomo ben Chasdaj ha-Nasi, syn Chasdaje ben Hezekiaha. Během jeho vlády Seldžukové vyvraždili velké množství karaimských komunit v diaspoře, většinu karaimů ve Svaté zemi zase vyvraždili křižáci, ti v roce 1099 kromě muslimů a nekatolických křesťanů zavraždili 280 000 ze 300 000 židů ve Svaté zemi (převážná většina z nich byli karaimové).[zdroj?]

Další stopování je nejasné, patrně je v povědomí zasvěcených chachamů, je pravděpodobné že karaimská šlechta se ukryla v jiných abrahamovských náboženstvích a až moderní konverze může mnohé účastníky navrátit.

## Osobnosti
- David Suchet
- Seraja Szapszal
- karaimské předky má český spisovatel Michal Ajvaz[9]